# Călătoria fantastică a Maronei
Călătoria fantastică a Maronei (în franceză L'extraordinaire Voyage de Marona) este un film de animație franco-belgiano-român din 2019 regizat de Anca Damian.

## Distribuție
- Lizzie Brocheré - Nine/Ana/Sara/Marona
- Bruno Salomone - Manole
- Thierry Hancisse - Istvan
- Annie Mercier - mama lui Istvan
- Nathalie Boutefeu - Solange
- Georges Claisse - bunicul lui Solange